# Aeroportul Municipal Forrest City
Aeroportul Municipal Forrest City (IATA: FCY, ICAO: KFCY, FAA LID: FCY) este un aeroport din Arkansas, Statele Unite ale Americii ce deservește zona Forrest City⁠(d). A fost numit după zona deservită.
Situat la o altitudine de 76 m, aeroportul dispune de 1 pistă.

## Infrastructură

### Piste
Aeroportul dispune de o singură pistă. Pista 18/36 are suprafața de asfalt și dimensiunile 3.014 picioare × 50 picioare. 